# Grootegast (gemeente)

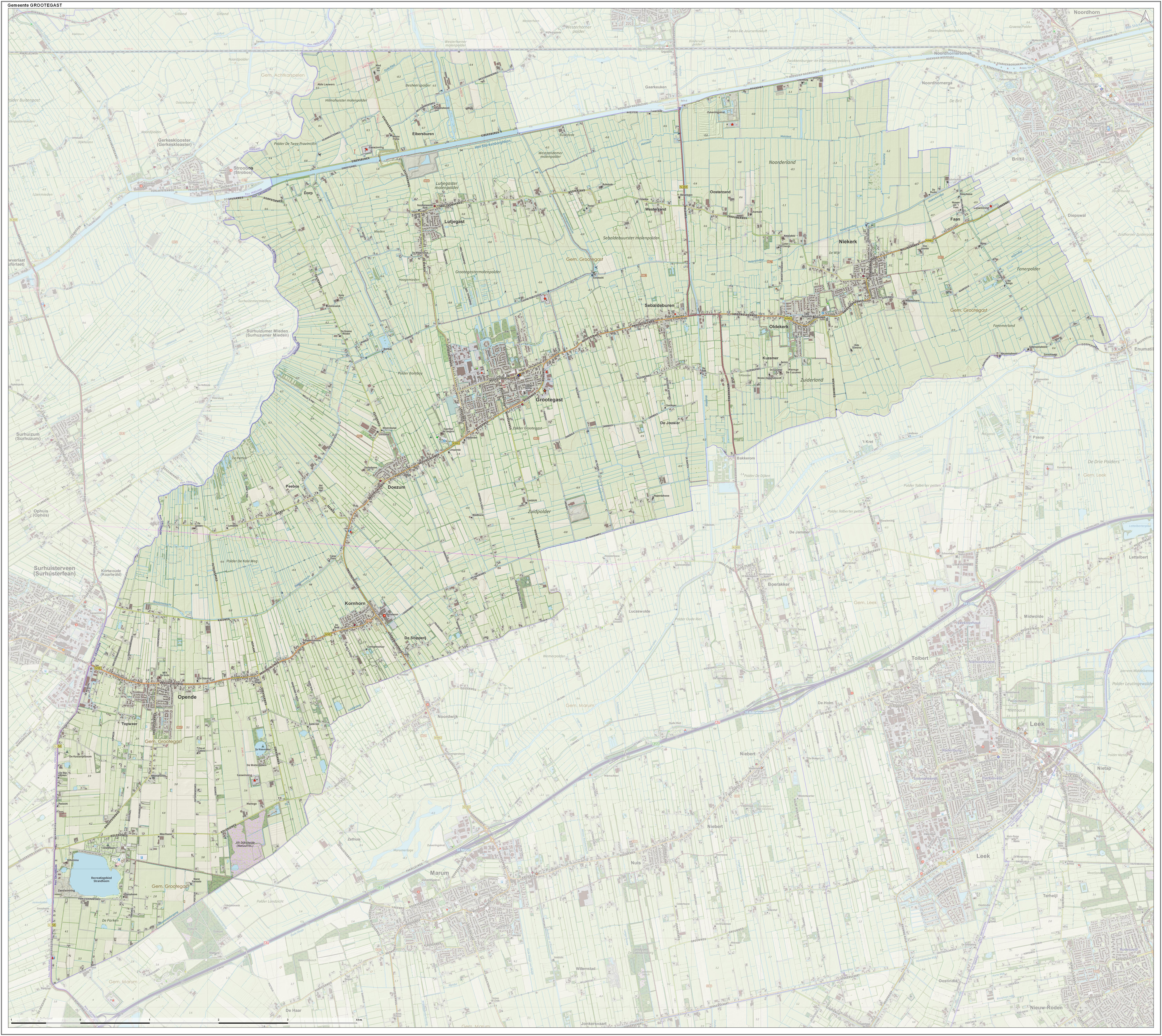
Topografische gemeentekaart van Grootegast, september 2017

Grootegast (uitspraakⓘ) (Gronings: Grodegast, Fries: Gruttegast),  is een voormalige gemeente in het noorden van Nederland, in het Westerkwartier van de provincie Groningen, vernoemd naar het gelijknamige hoofddorp Grootegast. De gemeente had een oppervlakte van 88,29 km² (waarvan 2,60 km² water). Op 31 december 2018 telde Grootegast 12.191 inwoners. De gemeente ontstond in 1990 door samenvoeging van de voormalige gemeente Oldekerk bij Grootegast. 

In 2013 werd op basis van het advies Grenzeloos Grunnen in de provincie Groningen een traject gestart richting een gemeentelijke herindeling.
Hierin werd voorgesteld om de gemeenten Grootegast, Leek, Marum en Zuidhorn samen te voegen tot de gemeente Westerkwartier. De gemeentes fuseerden op 1 januari 2019. Hierbij werd ook een deel van de gemeente Winsum gevoegd. 

## Indeling
De gemeente Grootegast omvatte naast het hoofddorp Grootegast de volgende plaatsen en buurtschappen: Doezum, Faan, Kornhorn, Kuzemer, Kuzemerbalk, Lutjegast, Niekerk, Oldekerk, Opende, Peebos, Sebaldeburen en De Snipperij.

## Wapen
Het wapen van de gemeente Grootegast is het vroegere wapen van het Westerkwartierse onderkwartier en voormalige de Ommelanden Langewold, zoals dat voorkomt op de Ommelander daalders tussen 1585 en 1589. Dit wapen werd behouden na de fusie van de gemeente met de gemeente Oldekerk in 1990. Het wapen toont een burcht, dat Sebaldeburen vertegenwoordigt, de hoofdplaats van de 12 kerspelen van Langewold, waar tot 1795 de landdagen werden gehouden; eerst op het kerkhof, later in de kerk van Sebaldeburen. Over een burcht in Sebaldeburen is (afgezien van Boekstede bij Buikstede) echter niets bekend. Bovendien werd de burcht op het zegel van Langewold in de 17e en 18e eeuw veranderd in een kerk. Grootegast voert dus het oude wapen van Langewold. De kroon boven de burcht vertegenwoordigt de vijf dorpen waaruit de gemeente oorspronkelijk bestond; Grootegast, Lutjegast, Sebaldeburen, Doezum en Opende. Kornhorn werd namelijk pas later een dorp en Stroobos, dat nu volledig in Friesland ligt, behoorde tot 1993 slechts deels tot de gemeente. Oldekerk, Niekerk en Faan lagen tot 1990 in de gemeente Oldekerk.

## Politiek

### College van B en W
Het laatste college van burgemeester en wethouders in de voormalige gemeente Grootegast bestond uit:
Burgemeester: Ard van der Tuuk (waarnemend) (PvdA)
Wethouder S. Smedes (CDA), locoburgemeester
Wethouder M. de Haan (ChristenUnie);
Wethouder E. Pastoor (Partij van de Arbeid).
Het college van burgemeester en wethouders in Grootegast bestond in de periode 2012-2014 uit burgemeester K.B. Dijkstra, wethouder S. Smedes, Wethouder M. de Haan en wethouder K. de Wagt. In de bestuursperiode 2014-2019 overleed burgemeester K.B. Dijkstra en wethouder K. de Wagt.
Dit college was oorspronkelijk in 2010 begonnen met wethouder H. van der Sluis van de VVD. In 2012 ontstond er een vertrouwensbreuk binnen het college, waardoor wethouder H. van der Sluis is vervangen door wethouder K. de Wagt (PvdA).

### Gemeenteraad
De gemeenteraad van Grootegast bestond tot 1 januari 2019 uit 15 zetels. Hieronder staat de samenstelling van de gemeenteraad vanaf 2002:
| Gemeenteraadszetels | Gemeenteraadszetels | Gemeenteraadszetels | Gemeenteraadszetels | Gemeenteraadszetels |
| Partij              | 2002                | 2006                | 2010                | 2014                |
| ------------------- | ------------------- | ------------------- | ------------------- | ------------------- |
| CDA                 | 5                   | 5                   | 4                   | 4                   |
| VZ2000              | 3                   | 3                   | 3                   | 4                   |
| ChristenUnie        | 3                   | 3                   | 3                   | 3                   |
| VVD                 | 2                   | 1                   | 2                   | 2                   |
| PvdA                | 2                   | 3                   | 2                   | 1                   |
| GroenLinks          | -                   | -                   | 1                   | 1                   |
| Totaal              | 15                  | 15                  | 15                  | 15                  |

## Openbaar vervoer
De belangrijkste vervoersader wordt gevormd door lijn 39 die vanuit Groningen via Zuidhorn, Niekerk, Oldekerk, Sebaldeburen, Grootegast, Doezum, Kornhorn en Opende naar Surhuisterveen rijdt. Lijn 133 rijdt als sneldienst rechtstreeks van Groningen naar Sebaldeburen en vervolgens dezelfde route. Scholierenlijn 639 rijdt in de ochtendspits van Grootegast via Sebaldeburen, Oldekerk, Niekerk, Faan, Enumatil en Hoogkerk naar Groningen.
Buurtbus 98 verbindt Grootegast, Sebaldeburen en Oldekerk met Leek. Buurtbus 101 verbindt Lutjegast met Grootegast en Buitenpost.
Het enige spoorwegstation dat de gemeente ooit had, Station Visvliet, werd in 1991 opgeheven.
Het dorp Visvliet lag overigens niet in Grootegast, maar in de gemeente Zuidhorn.

## Cultuur
In de grensdorpen Opende (Fries: De Grinzer Pein / De Grinzer Peen / De Peen), Kornhorn, Lutjegast, Doezum en Grootegast wordt door een deel van de bevolking Fries gesproken.
Het culturele festival Robles Rock wordt in Grootegast gehouden.

### Monumenten
In de voormalige gemeente zijn er een aantal rijksmonumenten en oorlogsmonumenten, zie:
- Lijst van rijksmonumenten in Westerkwartier
- Lijst van oorlogsmonumenten in Westerkwartier

### Kunst in de openbare ruimte
In de voormalige gemeente zijn diverse beelden, sculpturen en objecten geplaatst in de openbare ruimte, zie:
- Lijst van beelden in Westerkwartier

## Media
De gemeente Grootegast had samen met de gemeente Marum een lokale omroep, genaamd Radio Westerkwartier. Hier werden de raadsuitzendingen van beide gemeentes live uitgezonden. In aanloop naar de fusiegemeente Westerkwartier breidde de omroep op 1 januari 2017 uit naar de gemeentes Leek en Zuidhorn.

## Geboren in Grootegast
- Siebe Torensma (1926-2016), politicus en burgemeester